# Sextus Paconianus
Sextus Paconianus (? – 35) római költő
Életéről mindössze annyit tudunk, hogy egy Tiberius ellen írott gúnyköltemény miatt az uralkodó kivégeztette. Tacitus tesz említést róla, a költemény nem maradt fenn.